# جيمس ويتني
جيمس ويتني هو محامي وسياسي كندي، ولد في 2 أكتوبر 1843 في كندا، وتوفي في 25 سبتمبر 1914 في تورونتو في كندا. حزبياً، نشط في حزب أونتاريو المحافظ التقدمي. وقد انتخب رئيس وزراء أونتاريو ‏ (8 فبراير 1905 – 25 سبتمبر 1914).